# Campionat de Catalunya de futbol 1906-1907
La temporada 1906-07 del Campionat de Catalunya de futbol fou la vuitena edició de la competició. Fou disputada la temporada 1906-07 pels principals clubs de futbol de Catalunya.

## Primera Categoria

### Classificació final
| Pos | Equip        | PJ | PG | PE | PP | GF | GC | DG | Pts | Classificació |     | X Sporting Club | Futbol Club Barcelona | Català Futbol Club |
| --- | ------------ | -- | -- | -- | -- | -- | -- | -- | --- | ------------- | --- | --------------- | --------------------- | ------------------ |
| 1   | FC X (C)     | 4  | 3  | 0  | 1  | 10 | 5  | +5 | 6   | Campió        |     | —               | 3–2                   | 5–2                |
| 2   | FC Barcelona | 4  | 2  | 1  | 1  | 7  | 4  | +3 | 5   |               |     | 1–0             | —                     | 3–0                |
| 3   | Català FC    | 4  | 0  | 1  | 3  | 3  | 11 | −8 | 1   |               | 0–2 | 1–1             | —                     |                    |

Tots els clubs eren de Barcelona. En el darrer partit entre l'X i el Barcelona es produí una jugada polèmica a les acaballes del partit. L'X guanyava per 3 a 2 quan un lliure directe dubtós provocà l'empat. Però un cop consultat el reglament, l'àrbitre reconegué la seva errada i així ho feu saber a la Federació la qual organitzà un partit de desempat per decidir el campió:

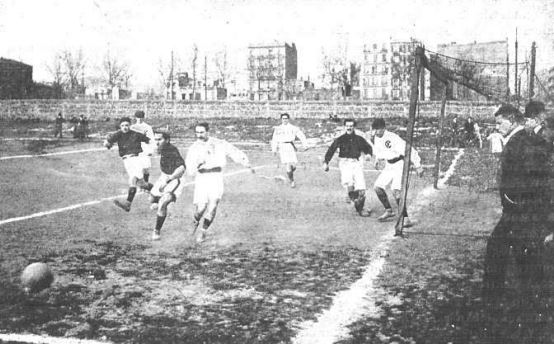
Final del campionat de 1907 entre FC X i FC Barcelona.

| FC X                           | 3-1 | FC Barcelona |
| ------------------------------ | --- | ------------ |
| Eranueva · Sampere · C. Torras |     | Amechazurra  |

### Resultats finals
- Campió de Catalunya: FC X
- Classificats pel Campionat d'Espanya: FC X, però renuncià a participar-hi
- Descensos: No hi havia descensos reglamentats
- Ascensos: No hi havia ascensos reglamentats

## Segona Categoria
Es va organitzar un campionat de segona categoria, anomenat campionat de segons equips i júniors (el de primera s'anomenava de sèniors), amb els següents participants: FC Barcelona (segon equip), Català FC (segon equip), FC X (segon equip), Salut SC, CS Sabadell i FC Espanya.
El FC Espanya es proclamà campió en aquesta categoria.